# Makapania broomi
A Makapania broomi az emlősök (Mammalia) osztályának párosujjú patások (Artiodactyla) rendjébe, ezen belül a tülkösszarvúak (Bovidae) családjába és a kecskeformák (Caprinae) alcsaládjába tartozó fosszilis faj.
Nemének az egyetlen faja. A legközelebbi élő rokona a keleti pézsmatulok (Ovibos moschatus).

## Előfordulása
A Makapania broomi előfordulási területe Kelet-Afrika és a dél-afrikai régió volt. Az állat a késő pliocén és a középső pleisztocén korszakok között élt, azaz 3–1 millió évvel ezelőtt.

## Megjelenése
Ennek az átlagosan 260 kilogrammosnak becsült kecskeformának a szarvai – a legtöbb rokonától eltérően, melyeknek a szarva előbb felfelé aztán pedig hátrafelé hajlik – oldalnövésűek voltak.

## Életmódja
A megtalálási helyeiről, illetve fogazatából ítélve a Makapania broomi meglehet, hogy egyaránt legelő és bokorevő is volt, és naponta innia kellett; tehát általában állandó természetes itatóhelyek közelében élhetett.

### Fordítás
- Ez a szócikk részben vagy egészben  a   Makapania című angol Wikipédia-szócikk ezen változatának fordításán alapul.  Az eredeti cikk szerkesztőit annak laptörténete sorolja fel. Ez a jelzés csupán a megfogalmazás eredetét és a szerzői jogokat jelzi, nem szolgál a cikkben szereplő információk forrásmegjelöléseként.